# Sacerdot (Església catòlica)
|  | Per a altres significats, vegeu «Sacerdot (desambiguació)». |

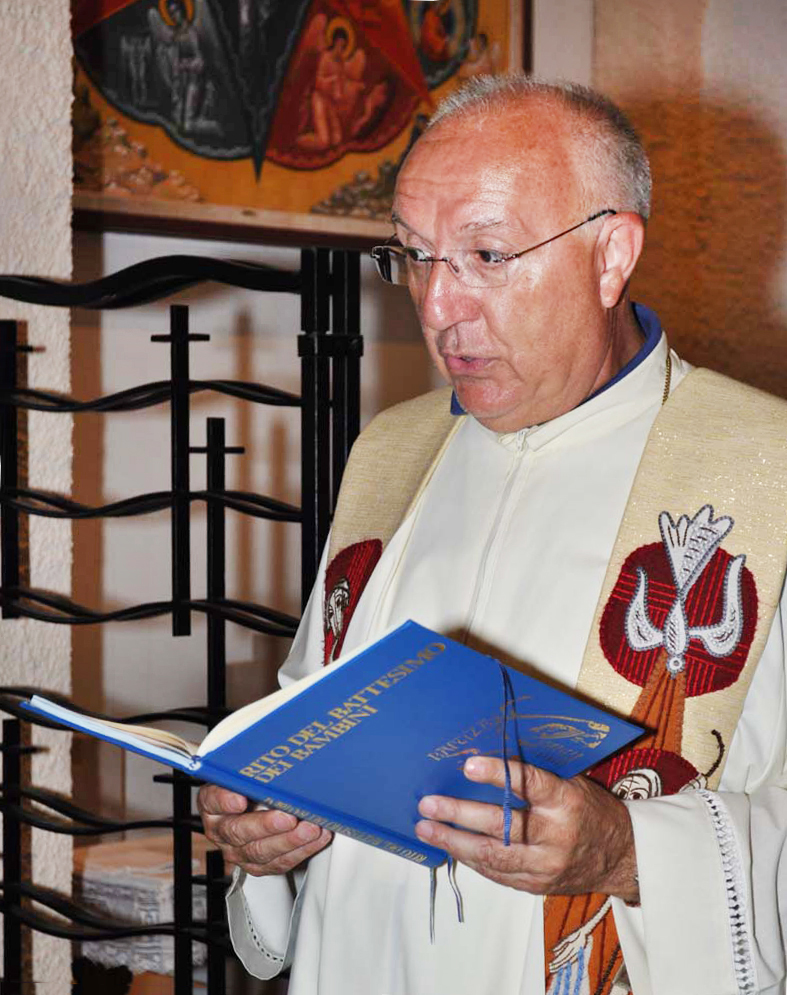
Sacerdot catòlic (un prevere) durant un baptisme

Un sacerdot catòlic és un ministre del culte de l'Església catòlica.

## Generalitats
Sacerdots són aquells que han rebut el segon o el tercer grau del sagrament de l'Orde sacerdotal. Popularment s'identifica al sacerdot sol amb el prevere (popularment capellans), si bé són sacerdots també els bisbes, però no els diaques. De fet, l'expressió és utilitzada com a sinònim de prevere, paraula, aquesta última considerada preferible perquè és més precisa i concreta que sacerdot.

Tot el Poble de Déu, gràcies a la unció baptismal, és ungidot un poble "sacerdotal, real i profètic" (cf. Catecisme de l'Església Catòlica, 784:)
| « | En entrar el Poble de Déu per la fe i el Baptisme es participa en la vocació única d'aquest Poble: en la seva vocació sacerdotal: «Crist el Senyor, Pontífex pres d'entre els hòmens, ha fet del nou poble "un regne de sacerdots per a Déu, el seu Pare". Els batejats, en efecte, pel nou naixement i per la unció de l'Esperit Sant, queden consagrats com a casa espiritual i sacerdoci sant.» | » |

## Sacerdoci com a ministeri
El sacerdoci de converteix en ministeri quan deriva de l'Orde sacerdotal.
| « | El ministeri eclesiàstic, d'institució divina, és exercit en diversos ordes per aquells que ja d'antic s'anomenen bisbes, preveres i diaques. Els preveres, encara que tenen el cim del pontificat i depenen dels bisbes en l'exercici de la seva potestat, estan, no obstant, units en ells en l'honor del sacerdoci i, en cirtut del sagrament de l'orde, han estat consagrats com a vertaders sacerdots del Nou Testament, a imatge de Crist, summe i etern Sacerdot, per a predicar l'Evangeli i pasturar els fidels i per a celebrar el culte diví. | » |
| — «Constitució dogmàtica sobre l'Església.». Lumen Gentium., 21-11-1964. Arxivat de l'original el 3 de juliol de 2015. | |   |

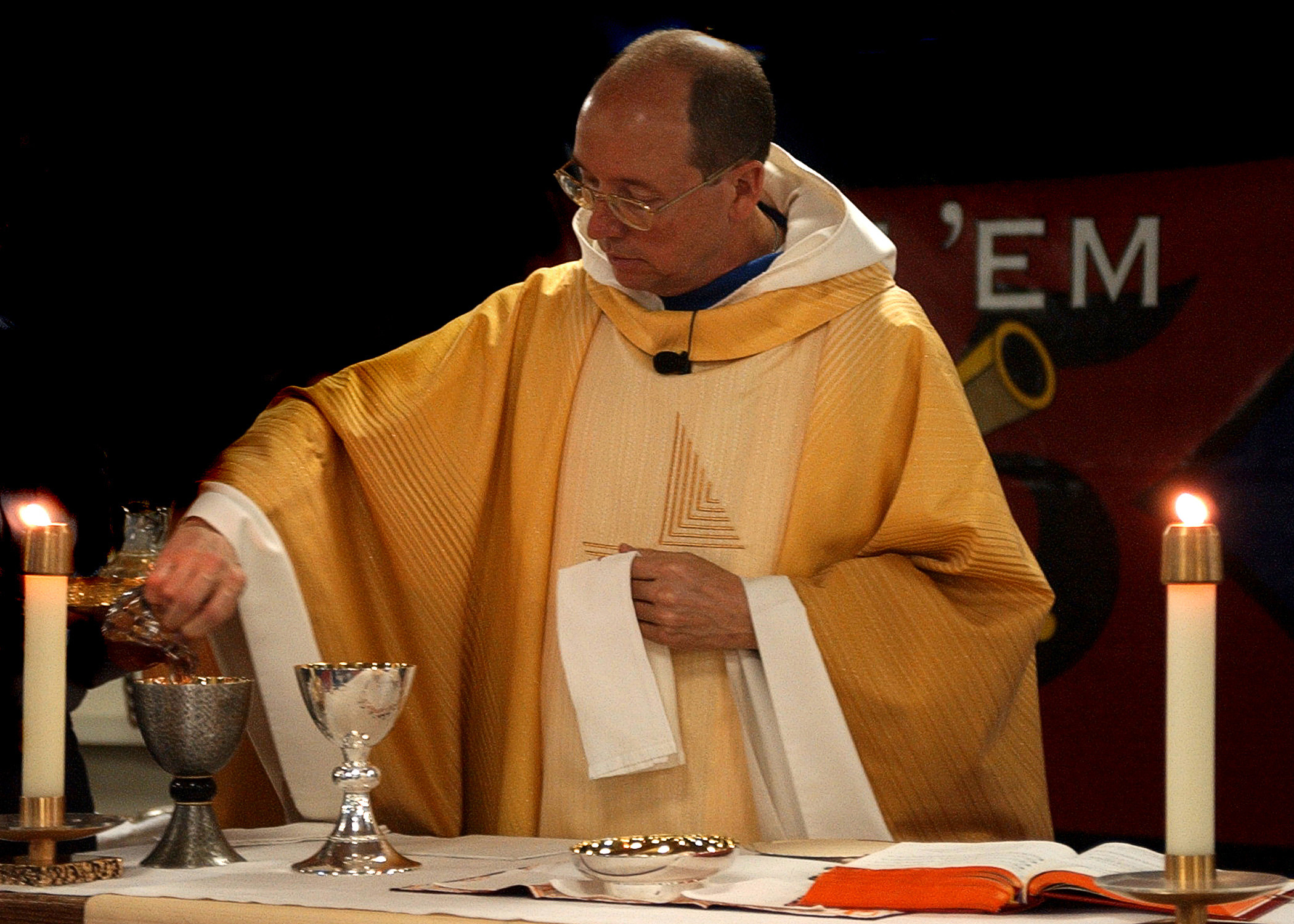
Sacerdot celebrant l'eucaristia el 2005

En general el sacerdot es preocupa de la seva parròquia, celebra la Santa Missa i administra els Sagraments a la comunitat. D'ençà del Concili de Trento, per ser ordenat sacerdot, prèviament, cal cursar estudis en el seminari propi de la diòcesi, o en el propi de l'Orde religiós. Generalment es cursen dos anys de Filosofia i tres anys de Teologia. A més, segons les diòcesis se sol estar almenys un any més de preparatori i un altre més en acabar els estudis, ja com diaca fins a rebre el segon grau de l'orde sacerdotal.

## Administració de Sagraments
El sacerdot és el ministre d'alguns Sagraments, és a dir, que només ell pot administrar-los:
- El baptisme (els diaques són també ministres d'aquest sagrament, i, en cas d'urgència, el baptisme pot ser administrat per un laic[2]).
- L'eucaristia.
- La confirmació, reservada als bisbes o als especialment delegats per ells segons el cànon 883.
- La Penitència o Reconciliació.
- El matrimoni
- La unció dels malalts.
- L'ordenació sacerdotal. Segons el Codi de Dret Canònic de 1983 és el bisbe consagrat el ministre del sagrament de l'ordre. En l'ordenació d'un bisbe, es demana que hi hagi almenys dos bisbes més consagrants. Ara bé, no és lícita l'ordenació d'un bisbe sense el permís expresso del Papa (anomenat «mandat pontifici»).

L'Església catòlica considera que el sacerdot actua In Persona Christi Capitis (en la persona de Crist Cap).
Els sacerdots adscrits a una diòcesi es coneixen com a Clergat secular; d'altra banda els sacerdots integrats en un orde religiós es coneixen comunament com a clergat regular.

Sotana dels Preveres Catòlics

Hàbit Coral dels Preveres Catòlics

## Funcions i denominacions
Depenent de les funcions pròpies que realitzi el sacerdot i del lloc ocupat en la jerarquia catòlica, poden rebre diferents noms que no són incompatibles amb el de sacerdot, com per exemple Papa, Cardenal, Arquebisbe, Bisbe, Rector, Vicari, arxiprest, canonge, magistral, capellà, capellà castrense, prelat, beneficiari, exorcista, etc.